# Protopopinci (Serbia)
Protopopinci (cyr. Протопопинци) – wieś w Serbii, w okręgu pirockim, w gminie Dimitrovgrad. W 2011 roku liczyła 45 mieszkańców.